# Buddhizmus Bangladesben

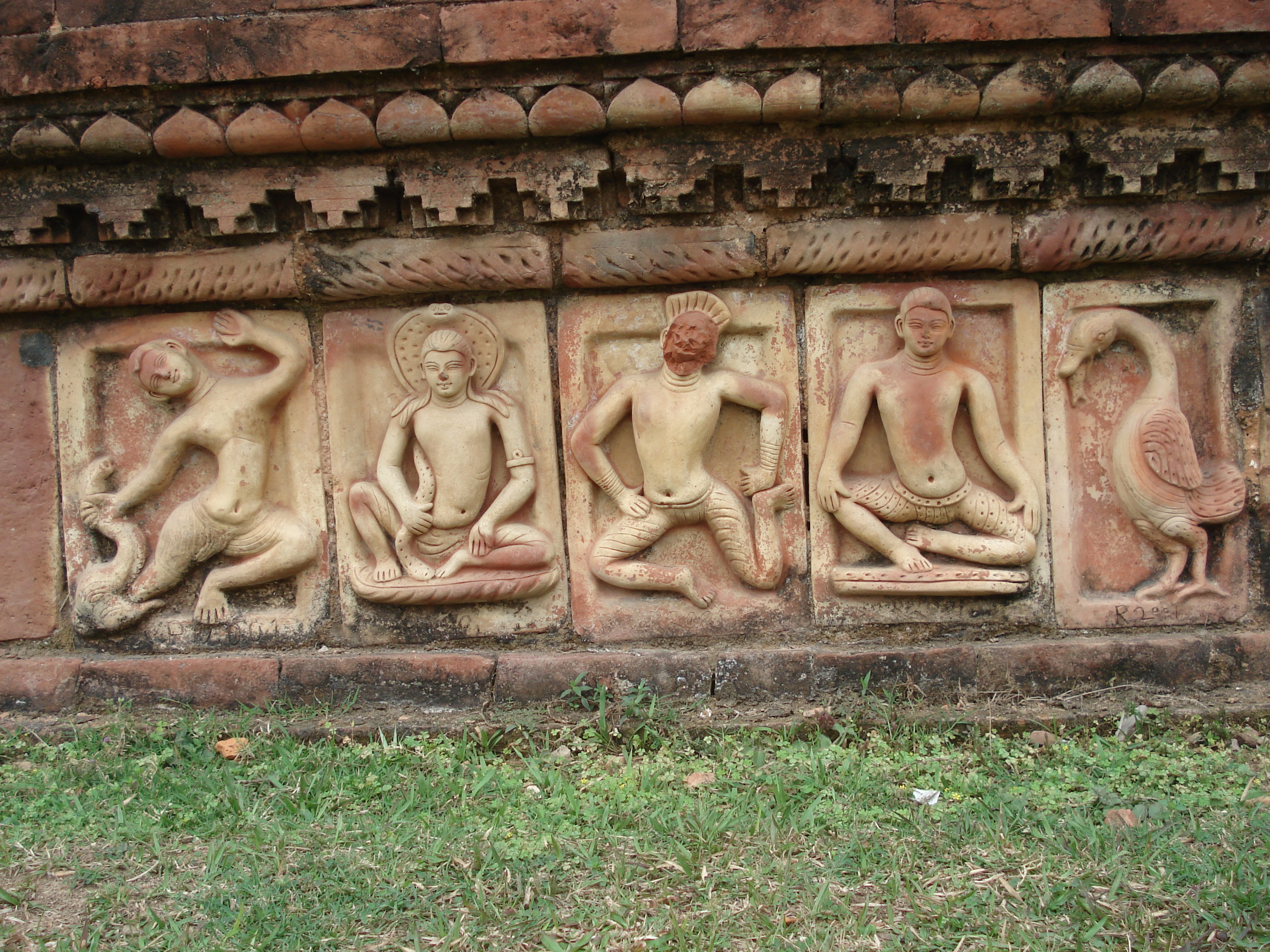
A Szomapura Mahávihára (Paharpur buddhista kolostorromjai) Banglades legrégibb buddhista intézménye.

Bangladesben a buddhizmus az ország harmadik legfontosabb vallása. A lakosság kevesebb, mint egy százaléka (kb. 0,7%-a) a théraváda buddhizmus követője. A buddhista lakosság mintegy 65%-a a Csittagong hegyvidéki területein lakik, ahol a csakma, a marma, tancsangya és más jumma népek élnek, a maradék 35% a Csittagong ősi bengáli barua közösségéhez tartozik. A buddhista közösségek Banglades más városaiban is léteznek, elsősorban Csittagongban és Dakkában.

## Története

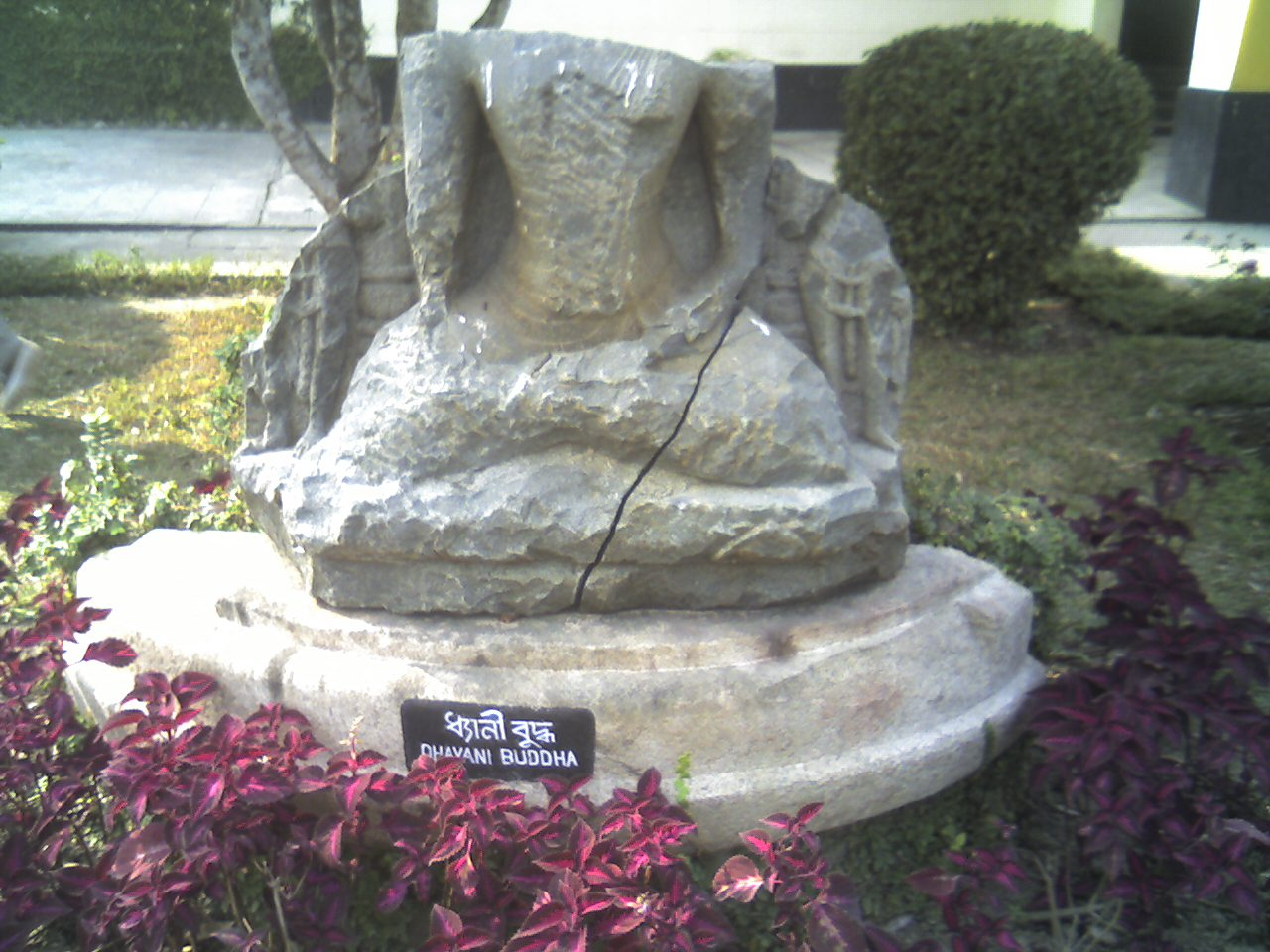
A legkorábbi buddha-szobor Mahaszthangarh-ban

A legenda szerint Gautama Buddha eljött Banglades területére, hogy tanait hirdesse és úgy tartják, hogy néhány ember beállt akkor szerzetesnek, hogy kövesse őt. Azonban a buddhizmus nem tett szert túl nagy támogatásra egészen Asóka király idejéig. Az indiai szubkontinens fölött uralkodó Pála Birodalom több buddhista ideológiát is elterjesztett a mai Banglades területén és olyan kolostorok is épültek mint a Mahaszthangarh és a Szomapura Mahávihára. Ugyanebben a korban született Bikrampur városban Atísa, a híres buddhista tanító, aki Szumátrától Tibetig nagy hatást gyakorolt a különböző (főleg a tibeti) buddhista irányzatokra.
A buddhizmus néhány formája még létezett az 1202-es oszmán hadjárat idején is. Az oszmán hadsereg számos kolostort rombolt le, amely következtében elpusztultak a fontos oktatási központok, többek között a Nálanda Egyetem, és a buddhizmus gyors ütemben hanyatlásnak indult. Az ezt követő évszázadokban a buddhista népesség a Csittagong körüli régióba tömörült, amelyet soha nem foglalt el semmilyen idegen hatalom egészen a Brit India (1858-1947) idejéig. A Csittagong hegyvidék lakosságának buddhista hite összeolvadt a törzsi kultúrákkal. Az 1981-es népszámlálás szerint több mint fél millió buddhista él Bangladesben, amely a lakosság kevesebb, mint egy százaléka.

## Kultúra

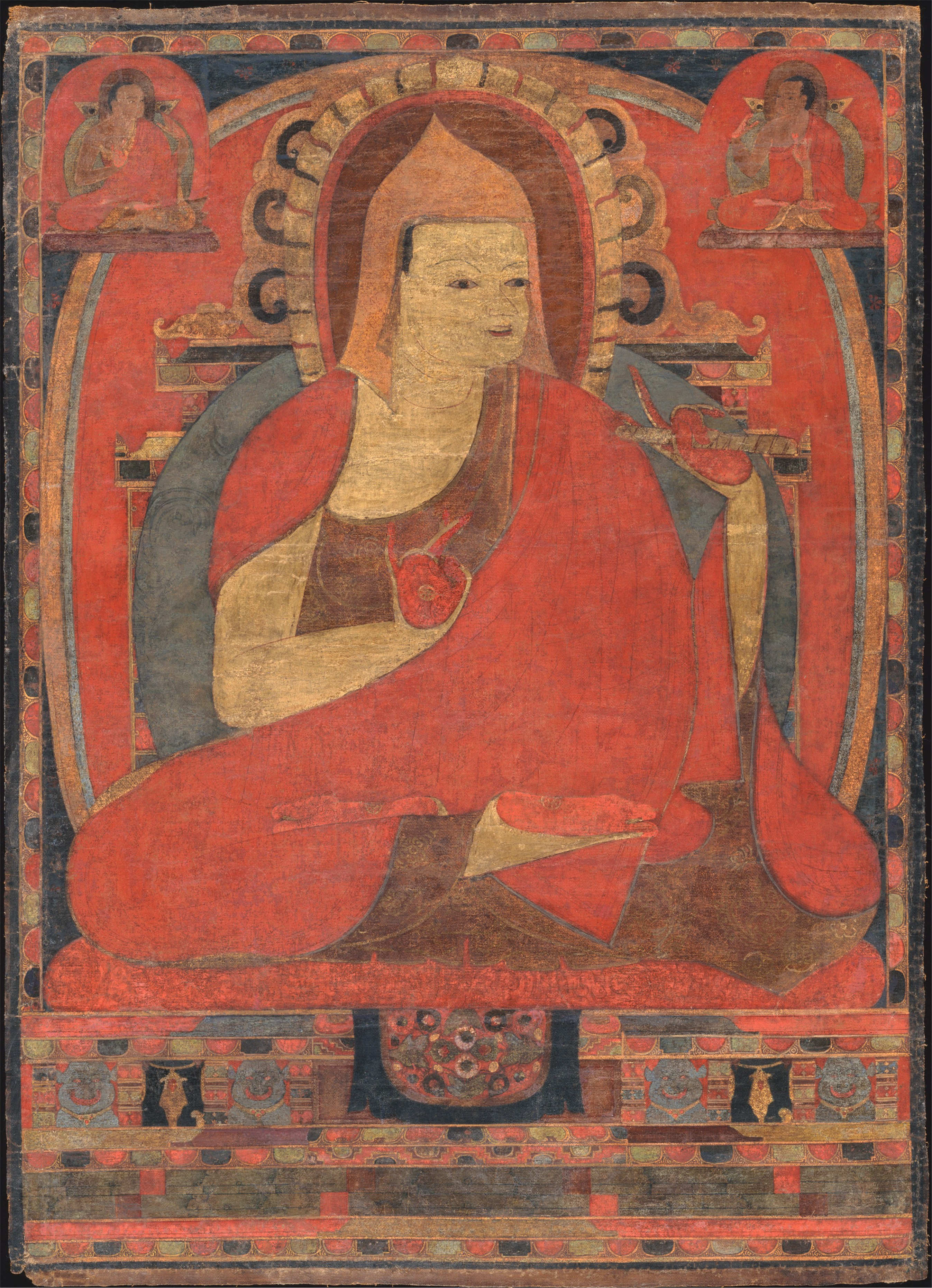
A bangladesi buddhista szekták a Pála-dinasztia idejéből származó, Atísa középkori szerzetes tanításait gyakorolják.

Több kolostor működik Csittagong körzetben és a legtöbb buddhista faluban van iskola (kjong), amelyben a gyermekeknek írást és olvasást tanítanak bengáli nyelven (nemzeti nyelv), valamint létezik egy bizonyos szintű páli nyelvű oktatás is. A helyi buddhista szenthely gyakran a falu életének fontos központját jelenti.
A kolostorok falain kívüli a buddhizmus magába szívott helyi kultuszokat és hiedelmeket. A legtöbb területen a vallási szertartások a Buddha képére fektették a hangsúlyt és a legfőbb bangladesi buddhista fesztiválok ma is Buddha életének legfőbb szakaszait ünneplik. Annak ellenére, hogy az alapvető buddhista tanítások nem támogatják az istenek előtti tisztelgést, a populáris buddhizmusban tisztelik a különféle istenek panteonját.
A bangladesi vallásügyi minisztérium segítséget nyújt a buddhista zarándokhelyek és szenthelyek karbantartásában. A 7-9. századi Paharpur buddhista kolostor (Radzssahi régió) és a Majnamati helyszín egyedülálló méretük és elhelyezkedésük miatt államilag védett műemlékek.

## Demográfiai áttekintés
2014-ig a buddhisták főleg a Csittagong városi barua népből adódtak, amely Banglades üzleti városa, valamint a szubtrópusi Csittagong hegyvidéki arakanézekből.
| Körzet     | Százalék (%) |
| ---------- | ------------ |
| Barisal    | < 0.06       |
| Csittagong | 12.65        |
| Komilla    | 0.55         |
| Dakka      | 0.03         |
| Khulna     | < 0.08       |
| Radzssahi  | 0.23         |
| Szilhet    | 0.2          |